# Мартуреляс
Мартуре́ляс (кат. Martorelles) - муніципалітет, розташований в Автономній області Каталонія, в Іспанії. Код муніципалітету за номенклатурою Інституту статистики Каталонії - 81154. Знаходиться у районі (кумарці) Бальєс-Уріантал (коди району - 41 та VR) провінції Барселона, згідно з новою адміністративною реформою перебуватиме у складі Баґарії (округи) Барселона. 

## Населення
Населення міста (у 2007 р.) становить 4.893 особи (з них менше 14 років - 13,6%, від 15 до 64 - 70,1%, понад 65 років - 16,3%). У 2006 р. народжуваність склала 51 особа, смертність - 56 осіб, зареєстровано 20 шлюбів. У 2001 р. активне населення становило 2.423 особи, з них безробітних - 247 осіб.

Серед осіб, які проживали на території міста у 2001 р., 3.256 народилися в Каталонії (з них 1.905 осіб у тому самому районі, або кумарці), 1.536 осіб приїхало з інших областей Іспанії, а 114 осіб приїхало з-за кордону. 

Університетську освіту має 8,1% усього населення. 

У 2001 р. нараховувалося 1.698 домогосподарств (з них 17,1% складалися з однієї особи, 24,5% з двох осіб,24% з 3 осіб, 24,9% з 4 осіб, 7,1% з 5 осіб, 1,7% з 6 осіб, 0,5% з 7 осіб, 0,1% з 8 осіб і 0,1% з 9 і більше осіб).

Активне населення міста у 2001 р. працювало у таких сферах діяльності : у сільському господарстві - 0,5%, у промисловості - 48,4%, на будівництві - 7,6% і у сфері обслуговування - 43,4%. 

 У муніципалітеті або у власному районі (кумарці) працює 4.044 особи, поза районом - 1.425 осіб.

### Безробіття
У 2007 р. нараховувалося 194 безробітних (у 2006 р. - 180 безробітних), з них чоловіки становили 42,3%, а жінки - 57,7%.

## Економіка

### Підприємства міста

#### Промислові підприємства
| \| Промислові підприємства міста, за сферою діяльності \| Промислові підприємства міста, за сферою діяльності \| Промислові підприємства міста, за сферою діяльності \| \| Рік \| 2002 р. \| 2001 р. \| \| --------------------------------------------------- \| --------------------------------------------------- \| --------------------------------------------------- \| \| Енергетичні та водні ресурси \| 1,9% \| 2% \| \| Хімія та метали \| 2,9% \| 3% \| \| Переробка металів \| 64,8% \| 62,4% \| \| Продукти харчування \| 2,9% \| 2% \| \| Текстиль \| 3,8% \| 5% \| \| Виробництво меблів, видання \| 12,4% \| 13,9% \| \| Інше \| 11,4% \| 11,9% \| \| Усього підприємств \| 105 \| 101 \| |         |         |
| Промислові підприємства міста, за сферою діяльності |         |         |
| Рік | 2002 р. | 2001 р. |
| Енергетичні та водні ресурси | 1,9%    | 2%      |
| Хімія та метали | 2,9%    | 3%      |
| Переробка металів | 64,8%   | 62,4%   |
| Продукти харчування | 2,9%    | 2%      |
| Текстиль | 3,8%    | 5%      |
| Виробництво меблів, видання | 12,4%   | 13,9%   |
| Інше | 11,4%   | 11,9%   |
| Усього підприємств | 105     | 101     |

#### Роздрібна торгівля
| \| Підприємства роздрібної торгівлі міста, за сферою діяльності \| Підприємства роздрібної торгівлі міста, за сферою діяльності \| Підприємства роздрібної торгівлі міста, за сферою діяльності \| \| Рік \| 2002 р. \| 2001 р. \| \| ------------------------------------------------------------ \| ------------------------------------------------------------ \| ------------------------------------------------------------ \| \| Продукти харчування \| 41,2% \| 46,9% \| \| Одяг та взуття \| 11,8% \| 12,2% \| \| Товари для дому \| 13,7% \| 12,2% \| \| Книги та періодичні видання \| 2% \| 2% \| \| Промислова хімічна продукція \| 7,8% \| 8,2% \| \| Продукція, пов'язана з транспортними засобами \| 3,9% \| 2% \| \| Інше \| 19,6% \| 16,3% \| \| Усього підприємств \| 51 \| 49 \| |         |         |
| Підприємства роздрібної торгівлі міста, за сферою діяльності |         |         |
| Рік | 2002 р. | 2001 р. |
| Продукти харчування | 41,2%   | 46,9%   |
| Одяг та взуття | 11,8%   | 12,2%   |
| Товари для дому | 13,7%   | 12,2%   |
| Книги та періодичні видання | 2%      | 2%      |
| Промислова хімічна продукція | 7,8%    | 8,2%    |
| Продукція, пов'язана з транспортними засобами | 3,9%    | 2%      |
| Інше | 19,6%   | 16,3%   |
| Усього підприємств | 51      | 49      |

#### Сфера послуг
| \| Підприємства міста, що працюють у сфері послуг, за діяльністю \| Підприємства міста, що працюють у сфері послуг, за діяльністю \| Підприємства міста, що працюють у сфері послуг, за діяльністю \| \| Рік \| 2002 р. \| 2001 р. \| \| ------------------------------------------------------------- \| ------------------------------------------------------------- \| ------------------------------------------------------------- \| \| Гуртова торгівля \| 22,8% \| 22,7% \| \| Готелі та готельний бізнес \| 14,8% \| 13,3% \| \| Транспорт та зв'язок \| 21,5% \| 22% \| \| Посередницькі фінансові послуги \| 4,7% \| 4,7% \| \| Послуги підприємствам \| 3,4% \| 3,3% \| \| Послуги фізичним особам \| 22,1% \| 22% \| \| Нерухомість та ін. \| 10,7% \| 12% \| \| Усього підприємств \| 149 \| 150 \| |         |         |
| Підприємства міста, що працюють у сфері послуг, за діяльністю |         |         |
| Рік | 2002 р. | 2001 р. |
| Гуртова торгівля | 22,8%   | 22,7%   |
| Готелі та готельний бізнес | 14,8%   | 13,3%   |
| Транспорт та зв'язок | 21,5%   | 22%     |
| Посередницькі фінансові послуги | 4,7%    | 4,7%    |
| Послуги підприємствам | 3,4%    | 3,3%    |
| Послуги фізичним особам | 22,1%   | 22%     |
| Нерухомість та ін. | 10,7%   | 12%     |
| Усього підприємств | 149     | 150     |

## Житловий фонд
У 2001 р. 7,9% усіх родин (домогосподарств) мали житло метражем до 59 м2, 48,1% - від 60 до 89 м2, 25,9% - від 90 до 119 м2 і
18,2% - понад 120 м2.

З усіх будівель у 2001 р. 70,7% було одноповерховими, 22,5% - двоповерховими, 3,3
% - триповерховими, 1,5% - чотириповерховими, 1,1% - п'ятиповерховими, 0,8% - шестиповерховими,
0% - семиповерховими, 0% - з вісьмома та більше поверхами.

## Автопарк
| \| Автомобілі, зареєстровані у місті, за призначенням \| Автомобілі, зареєстровані у місті, за призначенням \| Автомобілі, зареєстровані у місті, за призначенням \| \| Рік \| 2006 р. \| 2005 р. \| \| -------------------------------------------------- \| -------------------------------------------------- \| -------------------------------------------------- \| \| Приватні автомобілі \| 66,6% \| 67,8% \| \| Мотоцикли \| 12,1% \| 10,9% \| \| Вантажівки \| 14,3% \| 14,4% \| \| Трактори \| 2% \| 2,1% \| \| Автобуси та ін. \| 4,9% \| 4,9% \| \| Усього автомобілів \| 4.071 шт. \| 4.015 шт. \| |           |           |
| Автомобілі, зареєстровані у місті, за призначенням |           |           |
| Рік | 2006 р.   | 2005 р.   |
| Приватні автомобілі | 66,6%     | 67,8%     |
| Мотоцикли | 12,1%     | 10,9%     |
| Вантажівки | 14,3%     | 14,4%     |
| Трактори | 2%        | 2,1%      |
| Автобуси та ін. | 4,9%      | 4,9%      |
| Усього автомобілів | 4.071 шт. | 4.015 шт. |

## Вживання каталанської мови
У 2001 р. каталанську мову у місті розуміли 95,3% усього населення (у 1996 р. - 94,4%), вміли говорити нею 73% (у 1996 р. - 
70,4%), вміли читати 72,3% (у 1996 р. - 69,3%), вміли писати 50,7
% (у 1996 р. - 43,3%). Не розуміли каталанської мови 4,7%.

## Політичні уподобання
У виборах до Парламенту Каталонії у 2006 р. взяло участь 2.051 особа (у 2003 р. - 2.355 осіб). Голоси за політичні сили розподілилися таким чином:
| \| Вибори до Парламенту Каталонії \| Вибори до Парламенту Каталонії \| Вибори до Парламенту Каталонії \| \| Рік \| 2006 р. \| 2003 р. \| \| -------------------------------------- \| ------------------------------ \| ------------------------------ \| \| Конвергенція та Єднання (CiU) \| 36,4% \| 33,4% \| \| Соціалістична партія Каталонії (PSC) \| 29,2% \| 33,6% \| \| Народна партія (PP) \| 9,1% \| 9,4% \| \| Ініціатива за зелену Каталонію (IC) \| 9,3% \| 8,2% \| \| Республіканська лівиця Каталонії (ERC) \| 11,6% \| 14,3% \| \| Громадянська партія (C's) \| 2,5% \| 0% \| \| Інші \| 1,9% \| 1,1% \| |         |         |
| Вибори до Парламенту Каталонії |         |         |
| Рік | 2006 р. | 2003 р. |
| Конвергенція та Єднання (CiU) | 36,4%   | 33,4%   |
| Соціалістична партія Каталонії (PSC) | 29,2%   | 33,6%   |
| Народна партія (PP) | 9,1%    | 9,4%    |
| Ініціатива за зелену Каталонію (IC) | 9,3%    | 8,2%    |
| Республіканська лівиця Каталонії (ERC) | 11,6%   | 14,3%   |
| Громадянська партія (C's) | 2,5%    | 0%      |
| Інші | 1,9%    | 1,1%    |

У муніципальних виборах у 2007 р. взяло участь 2.376 осіб (у 2003 р. - 2.663 особи). Голоси за політичні сили розподілилися таким чином:
| \| Муніципальні вибори \| Муніципальні вибори \| Муніципальні вибори \| \| Рік \| 2007 р. \| 2003 р. \| \| -------------------------------------- \| ------------------- \| ------------------- \| \| Конвергенція та Єднання (CiU) \| 32,7% \| 42,7% \| \| Соціалістична партія Каталонії (PSC) \| 11,2% \| 18,8% \| \| Народна партія (PP) \| 1,9% \| 7,1% \| \| Ініціатива за зелену Каталонію (IC) \| 21% \| 21,7% \| \| Республіканська лівиця Каталонії (ERC) \| 6,1% \| 9,8% \| \| Громадянська партія (C's) \| 0% \| 0% \| \| Інші \| 27,2% \| 0% \| |         |         |
| Муніципальні вибори |         |         |
| Рік | 2007 р. | 2003 р. |
| Конвергенція та Єднання (CiU) | 32,7%   | 42,7%   |
| Соціалістична партія Каталонії (PSC) | 11,2%   | 18,8%   |
| Народна партія (PP) | 1,9%    | 7,1%    |
| Ініціатива за зелену Каталонію (IC) | 21%     | 21,7%   |
| Республіканська лівиця Каталонії (ERC) | 6,1%    | 9,8%    |
| Громадянська партія (C's) | 0%      | 0%      |
| Інші | 27,2%   | 0%      |